# 秦民悅
秦民悅（1436年—1512年），字邦约，一字崇化，直隸廬州府舒城縣（今安徽省舒城縣）人，明朝政治人物，天順元年進士，官至南京吏部尚书。

## 生平
秦民悦家贫好学，无书不读，每日作文千言。景泰七年（1456年）中式丙子科應天鄉試第六十六名舉人。天順元年（1457年）聯捷丁丑科進士。授行人司行人，迁工部屯田司员外郎，赈济京畿诸县。
成化八年（1472年），迁广平府知府，有善政，考绩冠畿内。在任九年，离任时当地民众立去思碑。成化二十年（1484年），升江西布政使司参政。弘治改元，擢江西右布政使，调陕西。
弘治四年（1491年），迁都察院右副都御史，整饬蓟州等处边防，兼巡抚顺天等府。迁户部右侍郎，改吏部右侍郎。次年，因父丧去任。弘治十二年（1499年），拜南京吏部尚书，次年改南京兵部尚书。弘治十六年（1503年），因继母去世去官。弘治十八年（1505年）服阙，改南京户部尚书。正德元年，屡次尚书乞休，获准致仕。正德七年（1512年）卒，赠太子少傅，諡莊簡。

## 著作
生前著有《儆庵集》行世。

## 家族
高祖父秦添祐。曾祖父秦璧，曾任縣丞。祖父秦鳳，字子儀，軍籍，明朝政治人物。進士出身。縣學生，應天府鄉試第五十五名。建文二年（1400年），庚辰科參加會試，得貢士第一百九名。殿試登進士。曾任刑部郎中。父亲秦文綬。